# Limnophila (Limnophila) mitoceroides
Limnophila (Limnophila) mitoceroides is een tweevleugelige uit de familie steltmuggen (Limoniidae). De soort komt voor in het Australaziatisch gebied.